# Ласло, Тара
Тара Элизабет Ласло (-Наварро) (англ. Tara Elizabeth Laszlo (-Navarro); род. 30 октября 1971 года в Сент-Поле штат Миннесота) — американская конькобежка специализирующаяся в конькобежный спорте и шорт-треке. Участвовала на Олимпийских играх 1988 года в шорт-треке и Олимпийских играх 1992 года в конькобежном спорте, двукратная бронзовый призёр чемпионата мира по шорт-треку. Чемпионка США в многоборье и 3-кратная серебряный призёр чемпионата США в конькобежном спорте.

## Спортивная карьера
Тара Ласло в возрасте 5 лет начала заниматься фигурным катанием на "Олдрич Арене" в Мейплвуде, где познакомилась с будущей 3-кратной бронзовой призёркой олимпиады по конькобежному спорту Эми Питерсон. Несколько лет спустя Тара присоединилась к клубу начинающих конькобежцев Розвилла. Продолжая заниматься фигурным катанием и конькобежным спортом до 13 лет, она начала преуспевать в конькобежном спорте.
Тара дебютировала на чемпионате США по спринту в декабре 1985 года и заняла 13 общее место, а в апреле 1986 года участвовала на чемпионате мира в Шамони по шорт-треку и выиграла две бронзы на 1000 и 1500 м, и в многоборье заняла общее 5-е место. В октябре, в спринте по конькобежному спорту стала 4-й на национальном чемпионате. В 1987 году Тара участвовала на чемпионате мира в Монреале стала 11-й в индивидуальном общем зачёте и в эстафете заняла 5-е место. 
В 1988 году участвовала на Олимпийских играх в Калгари в шорт-треке, который был демонстрационным видом и медали не вручались. Принимала на всех дистанциях участие и лучшее 12-е место заняла на 500 м, а в эстафете вместе с командой стала 5-й. В декабре того года стала второй на чемпионате США в спринтерском многоборье. В 1989 году она полностью перешла на длинные дорожки в конькобежный спорт и принимала участие на юниорских чемпионатах мира в течение 3-х лет, где в 1990 году заняла лучшее 5-е место в общем зачёте. 
В том же 1989 году Тара дебютировала на чемпионате мира в спринтерском многоборье, где стала 20-й. На чемпионате США выиграла серебряную медаль в спринтерском многоборье. Через год стала 2-й и в классическом многоборье, а в 1991 году выиграла чемпионат США в многоборье и вновь попала в сборную. В 1992 году на Олимпийских играх в Альбервилле Тара заняла 27-е место на дистанции 1500 м и 23-е на 5000 м. После игр участвовала на чемпионате мира в по многоборью в Херенвене и заняла 26-е место. В том же году завершила карьеру спортсменки и некоторое время тренировала в клубе "North Star".

## Личная жизнь и семья
Тара в настоящее время работает специалистом по распределению в пенсионной системе штата Миннесота и живёт в Прескотте, штат Висконсин, со своим мужем Домиником Наварро, стекольщиком, который был вратарём средней школы Сент-Пола и выступал за "U of M Crookston". У них есть кемпер на озере в северной части штата, где они любят рыбачить, кататься на лодках, каяках, плавать и разводить костры. Вместе они приютили собак в группах спасения животных.

## Награды
1994 год — внесена в зал Славы скоростного катания США